# Hirose Heidžiró
Hirose Heidžiró (japonsky: 広瀬 平治郎, Hepburnův přepis: Heijirō Hirose; 1865 – 1940) byl profesionální japonský hráč go organizace Hoenša a Nihon Ki-in, které mu v roce 1902 udělily 5. dan. Hirosemu byl učitelem Iwamota Kaora a Kotó Šina. Dalšími Hiroseho učedníky byli kupříkladu Cujamori Icuró, Iida Harudži a Sakaguči Cunedžiró.

## Biografie
- V roce 1895 získal 3. dan.
- V roce 1898 získal 4. dan.
- V roce 1901 začal hrát Jubango s Išii Sendžim.
- V roce 1902 získal 5. dan.
- V roce 1907 začal hrát Jubango s Izawou Genkičim.
- V roce 1912 získal 6. dan.
- V roce 1918 byl pozván čínským premiérem Číny, kam odcestoval.
- V roce 1920 se stal pátým prezidentem organizace Hoenša.
- V roce 1921 získal 7. dan.
- V roce 1924 odešel kvůli nemoci do důchodu.